# Bataille de Guinée
Guerre de Succession de Castille
La bataille de Guinée eut lieu dans le golfe de Guinée, en Afrique de l'Ouest, 1478, entre une flotte portugaise et une flotte castillane dans le cadre de la guerre de Succession de Castille.
L'issue de la bataille de Guinée fut décisive pour le Portugal, poursuivant sa domination de l'océan Atlantique, et atteignant un partage très favorable de l'Atlantique et des territoires disputés avec la Castille dans le paix d'Alcáçovas (1479) . Toutes à l'exception des Canaries sont restées sous contrôle portugais : Guinée, Cap-Vert, Madère, Açores et le droit exclusif de conquérir le royaume de Fès. Le Portugal a également obtenu des droits exclusifs sur les terres découvertes ou à découvrir au sud des îles Canaries.

## Contexte
En 1478, le prince Jean de Portugal, chargé depuis 1474 par son père, le roi Aphonse V de Portugal, de l'administration des Expansion maritime portugaise , a appris qu'une grande flotte castillane de jusqu'à trente-cinq navires commandés par Pedro de Covides avait été envoyée de Séville par Isabelle I de Castille et Ferdinand d'Aragon à Elmina revendiquée par le Portugal, dans la région du golfe de Guinée, pour y attaquer les Portugais et commercer avec les indigènes. Il a immédiatement préparé et organisé une flotte de onze navires dans le but d'intercepter l'expédition castillane, donnant le commandement de la flotte à Jorge Correia et Mem Palha, deux de ses chevaliers.

## Arrivée portugaise et bataille
Lorsque la flotte portugaise de onze navires est arrivée dans le golfe de Guinée, les Castillans étaient déjà dans la région depuis environ deux mois à commercer avec les Africains. Des marchandises bon marché comme des coquillages, de vieux vêtements, des bracelets en laiton et d'autres objets étaient échangés contre de l'or, tandis que les Razzias d'esclaves le long de la côte de la Guinée étaient également en cours.

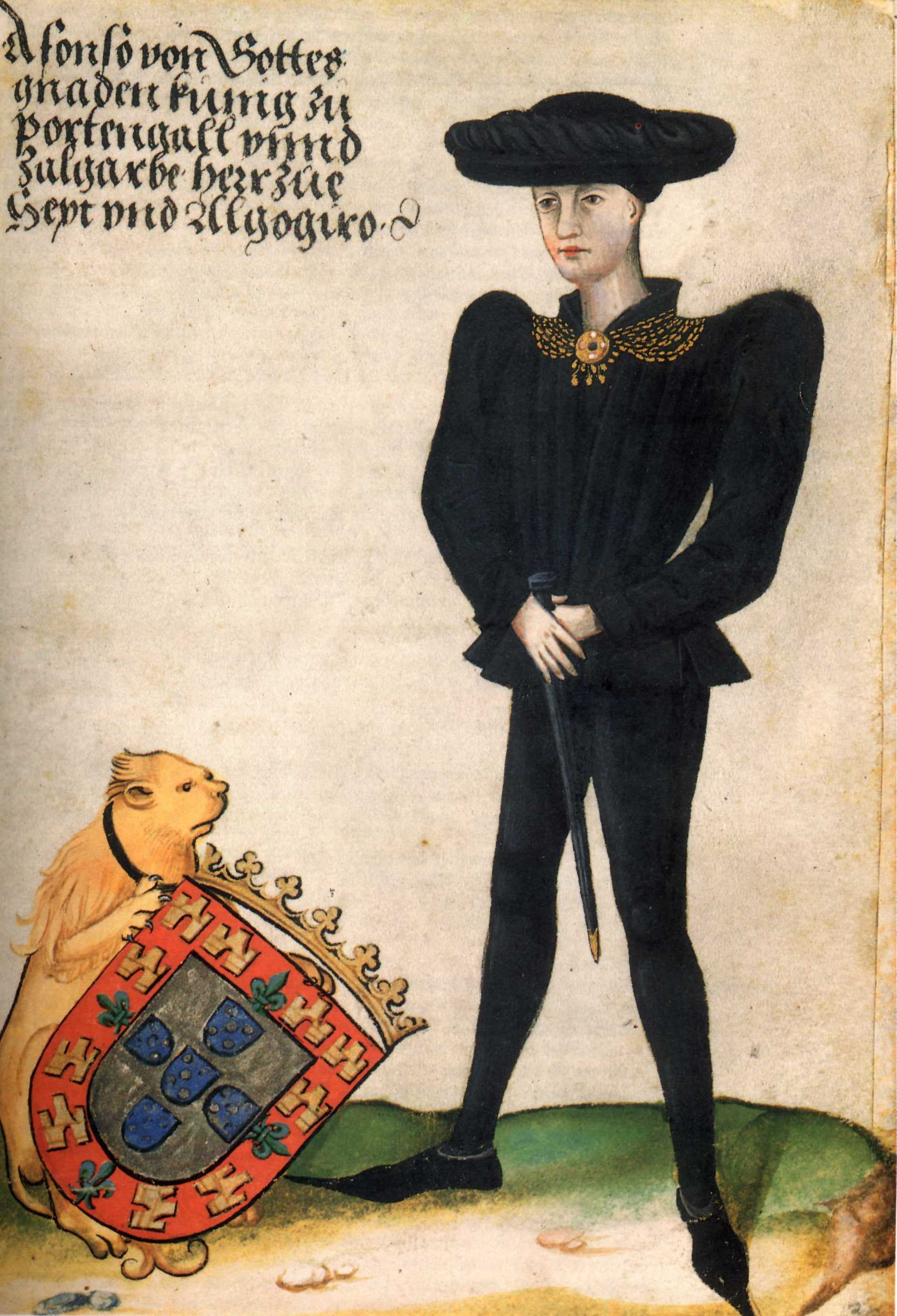
Peinture du XVe siècle du roi Alphonse V de Portugal

La flotte castillane était ancrée dans un port près d'Elmina lorsque la flotte portugaise a lancé une attaque tôt le matin. Les Castillans ont été pris par surprise et ont fini par être rapidement et totalement vaincus, forcés de se rendre aux Portugais, qui sans trop de mal ont pu eux-mêmes capturer toute la flotte castillane ainsi que sa grande cargaison d'or,.

## Conséquences
La flotte capturée a ensuite été emmenée à Lisbonne. La grande quantité d'or capturée par les Portugais était suffisante pour financer la campagne militaire du roi Alphonse V de Portugal en Castille.
À la fin de la guerre, les Portugais ont échangé les prisonniers castillans de la flotte capturée contre les prisonniers portugais capturés lors de la bataille de Toro.
L'année suivante, le traité d'Alcáçovas a été signé entre le Portugal et la Castille, où le roi Alphonse V de Portugal a renoncé à sa prétention au trône de Castille, reconnaissant les monarques catholiques comme souverains de Castille et abandonnant sa revendication sur les îles Canaries, tandis que la reine Isabelle Ire de Castille reconnaissait l'hégémonie portugaise dans l'océan Atlantique, confirmant la souveraineté portugaise sur Madère, les Açores, les îles du Cap-Vert et les :
« […] terres découvertes et à découvrir, trouvées et à trouver... et toutes les îles déjà découvertes et à découvrir, et toute autre île qui pourrait être trouvée et conquise des îles Canaries au-delà vers la Guinée […] ».